# Sansone
Sansone (in ebraico שִׁמְשׁוֹן‎?, Shimshon, "piccolo sole") è stato un giudice biblico, descritto nel Libro dei Giudici ai capitoli 13; 14; 15; 16. Sansone è un eroe dalla forza prodigiosa, concessa direttamente da Dio. Le sue imprese sono straordinarie, ma sono solo una tappa verso la liberazione dai Filistei. Non è escluso che in origine si potesse trattare di una figura mitica semidivina, dato che il suo nome è connesso con il Sole (שמש, shemesh). Questa tesi, molto diffusa nel XIX secolo, incontra oggi minori consensi accademici a differenza del passato. 

## Il racconto biblico

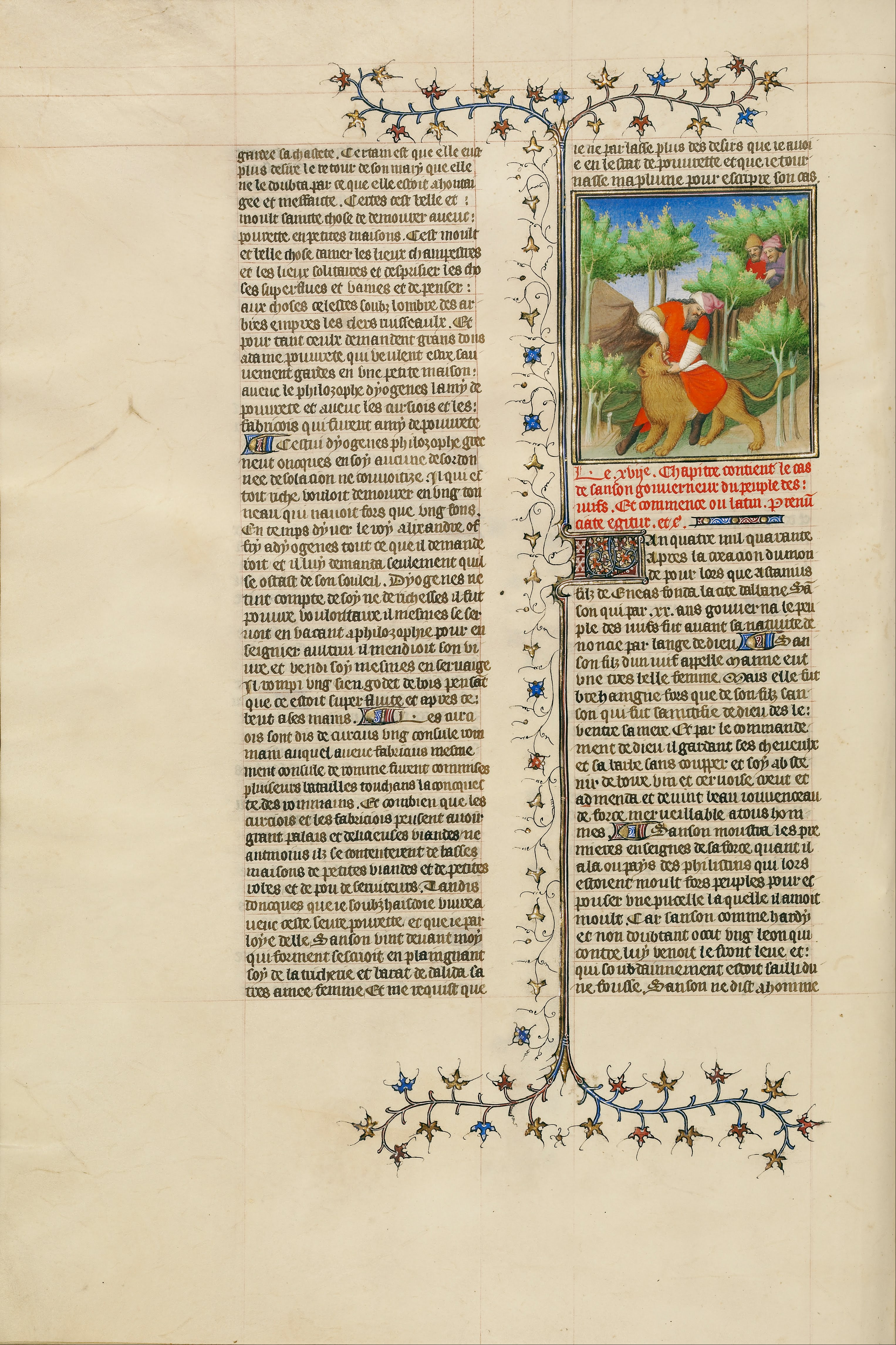
Sansone e il leone, in una tavola miniata presente nel testo rinascimentale De Casibus (1413-1415; conservata al Getty Museum di Los Angeles).

### Nascita di Sansone
Gli Israeliti restano in balìa dei Filistei per quarant'anni. Durante questo periodo a Zorea vive Manoach, della tribù di Dan, assieme a sua moglie, che non aveva avuto figli. Il messaggero del Signore appare alla donna e le annuncia la nascita di un figlio. L'angelo le impone di astenersi da cibi impuri e bevande inebrianti e di non tagliare i capelli del bambino perché sarà un nazireo, consacrato a Dio fin dal concepimento, e comincerà a liberare Israele dai Filistei. La moglie riferisce al marito della visita. Manoach prega il Signore di mandare di nuovo il messaggero per insegnare loro cosa fare per il nascituro. Il messaggero torna e conferma quanto preannunciato. Manoach allora sacrifica un capretto al Signore. Quando il messaggero sale verso il cielo assieme alle fiamme dell'olocausto, Manoach e la moglie si gettano faccia a terra. Manoach dice alla moglie di temere la morte per aver visto Dio. La moglie però lo rassicura dicendo che se questa era la Sua volontà, allora non avrebbe accettato l'offerta né mostrato e fatto udire quelle cose. In seguito la donna partorisce un figlio che chiama Sansone. Il bambino cresce e il Signore lo benedice. A Macane-Dan, fra Zorea ed Estaol, lo spirito del Signore comincia a investirlo. A Timna, Sansone vede una figlia dei Filistei e se ne innamora. Tornato a casa, la chiede in sposa ai genitori. Questi, davanti alla risolutezza del figlio, accettano di imparentarsi con una straniera. Sansone si mette in viaggio con i genitori per andare a chiedere la mano della sposa. Giunti presso le vigne di Timna, un leone attacca Sansone. Investito dallo spirito del Signore, Sansone squarcia a mani nude il leone. Ma ai genitori non racconta niente dell'accaduto. Va quindi dalla donna, le parla e la chiede in sposa. Dopo qualche tempo, tornando per prendere la donna, esce dalla strada per vedere la carcassa del leone: tra i suoi resti trova una colonia di api. Prende del miele, ne mangia e poi lo offre ai genitori, ma senza raccontarne la provenienza. Manoach raggiunge la casa della donna e Sansone offre un banchetto ai trenta invitati della sposa.
Sansone allora propone un indovinello agli invitati: «Dal divoratore è uscito il cibo e dal forte è uscito il dolce»: se riusciranno a risolverlo entro i sette giorni del banchetto, avranno trenta tuniche e trenta vesti; ma se nessuno indovinerà la soluzione, allora saranno i Filistei a donare altrettanto a Sansone. Dopo tre giorni di tentativi, al quarto gli invitati minacciano la sposa di dar fuoco a lei e alla casa del padre se non convince il marito a spiegarle l'indovinello. Per i sette giorni del banchetto la moglie tormenta Sansone con continui piagnistei per avere la soluzione. Il settimo giorno Sansone cede e le spiega la soluzione. Lei quindi la riferisce ai Filistei. Nel settimo giorno, prima del tramonto, i filistei risolvono l'enigma: «Che c'è di più dolce del miele? Che c'è di più forte del leone?». Sansone capisce di essere stato raggirato. Allora viene investito dallo spirito del Signore e si reca ad Ascalona, dove uccide trenta filistei e prende le loro vesti per darle agli invitati della sposa. Poi se ne va infuriato a casa di suo padre e lascia la sposa al compagno che aveva fatto da amico di nozze.

### La vendetta di Sansone

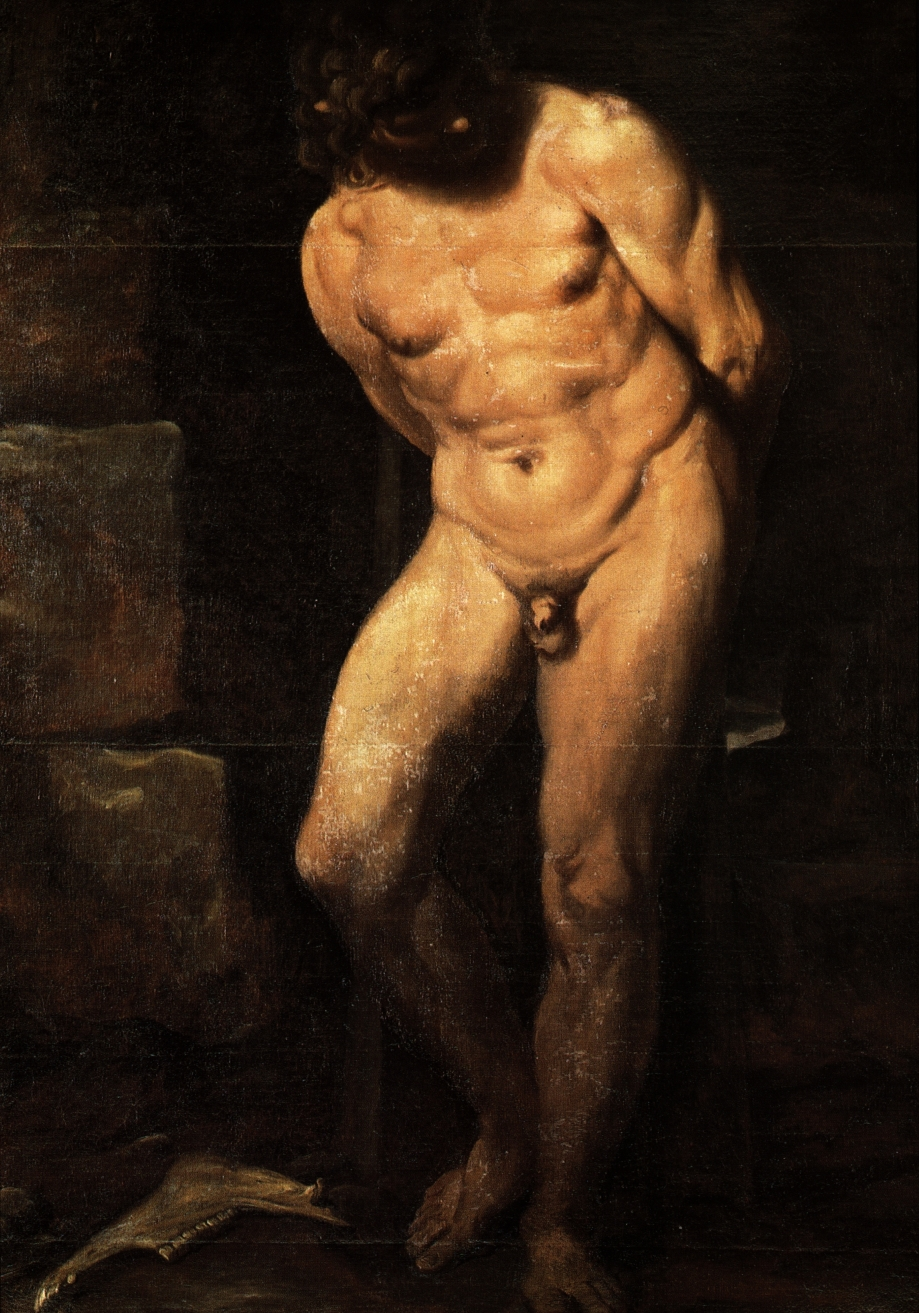
Annibale Carracci, Sansone in carcere (1588-1590; Roma, Galleria Borghese).

Tornato dalla moglie, Sansone scopre che il padre l'ha maritata al compagno di nozze. Allora decide di vendicarsi: cattura trecento volpi, lega le code a due a due e mette tra le code legate una fiaccola. Poi libera le volpi per i campi dei Filistei e tutto il raccolto viene bruciato. Quando i Filistei vengono a sapere che la causa del disastro è il matrimonio tradito, bruciano la donna e suo padre. Persa la moglie, Sansone giura di vendicarsi e compie una strage nel villaggio filisteo. Poi si ritira nella caverna della rupe di Etam.

Allora i Filistei si accampano in Giudea e fanno una scorreria fino a Lechi. Chiedono quindi che Sansone venga legato e consegnato a loro. Tremila Giudei vanno alla caverna, promettono a Sansone che non gli verrà fatto alcun male e lo legano con due funi nuove. Mentre Sansone giunge a Lechi, i Filistei gli vengono incontro con grida di gioia. Allora lo spirito del Signore lo investe, le funi si carbonizzano e cadono disfatte dalle mani. Trovata una mascella d'asino, la usa come arma e uccide mille uomini. Poi, dopo aver elogiato la propria impresa, getta via la mascella e il luogo ove essa si posa prenderà nome Ramat-Lechi (che significa «la parte alta della mascella»). Dopo il massacro, Sansone prova una grande sete e invoca il soccorso del Signore. Allora Dio spacca la roccia concava di Lechi e ne fa scaturire acqua fresca. La fonte verrà chiamata En-Koré (che significa «la fonte della pernice»; pernice in ebraico significa «colui che chiama»). Sansone diventa giudice di Israele per venti anni.

### La fine di Sansone

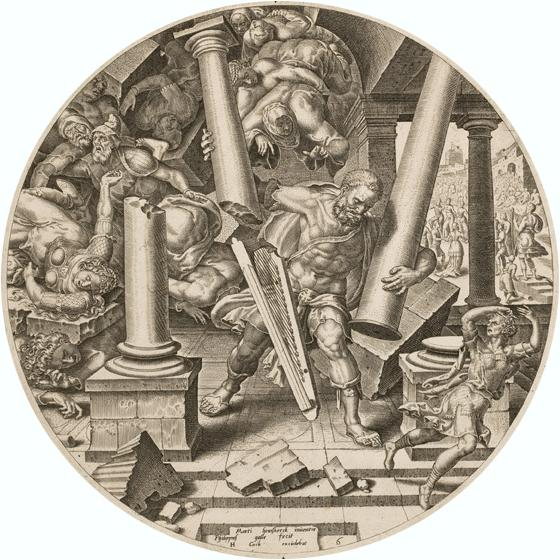
Sansone distrugge il tempio dei Filistei, in una illustrazione storica di Philip Galle (XVI secolo).

Sansone va a trovare una donna a Gaza, in terra filistea. Saputolo, i Filistei circondano la casa in attesa dell'alba e tendono un agguato. A mezzanotte Sansone esce, scardina la porta della città, se la mette sulle spalle e la porta in cima al monte che guarda in direzione di Ebron.
In seguito Sansone si innamora di Dalila, una donna della valle di Sorek. Allora i capi dei Filistei le offrono mille e cento sicli d'argento ciascuno per sedurlo e farsi rivelare il segreto della sua forza in modo da poterlo legare. A ogni incontro Dalila interroga Sansone su come può essere legato, ma Sansone la inganna: la prima volta parla di sette corde d'arco fresche, la seconda di funi nuove, la terza di tessere le sue sette trecce nell'ordito e di fissarle al pettine del telaio. Di volta in volta Dalila esegue le sue indicazioni, ma Sansone si libera facilmente dai legami. Dalila allora lo tormenta fino alla noia e alla fine Sansone le rivela il suo segreto: se il suo capo fosse rasato, perderebbe tutta la forza. Dalila comprende che questa volta Sansone le ha detto la verità e quindi chiama i capi dei Filistei. Questi le portano il denaro e si mettono in agguato. La notte Dalila fa addormentare Sansone, chiama un uomo adatto e gli fa radere le sette trecce. Persa la forza, Sansone viene sopraffatto dai Filistei: gli cavano gli occhi, lo portano a Gaza, lo legano con catene di rame e lo mettono a girare la macina della prigione.
Mentre i capelli cominciano a ricrescergli, i Filistei celebrano un grande sacrificio in onore del loro dio Dagon per ringraziarlo di aver permesso la cattura del loro nemico. I Filistei quindi chiamano Sansone che li intrattiene con dei giochi. Al fanciullo che lo tiene per mano chiede di lasciarlo e di fargli toccare le colonne portanti della casa per appoggiarsi. Nella casa vi sono tutti i capi dei Filistei e sulla terrazza assistono allo spettacolo tremila persone. Allora Sansone invoca il Signore per vendicarsi dei suoi occhi, si mette tra le due colonne portanti e gridando «Morte a Sansone e a tutti i Filistei!» con tutta la forza fa crollare la casa. Con lui muoiono più persone di quante ne abbia uccise in tutta la sua vita. Poi i fratelli e i familiari suoi prendono il suo corpo e lo seppelliscono nel sepolcro di Manoach suo padre tra Zorea ed Estaol.

## Sansone e il Leone: il Nazireato Rastafari
Nel Kebra Nagast (La Gloria dei Re), antico testo etiope del IV secolo d.C., vi è un'ampia sezione particolarmente significativa per i fedeli Rastafari, nella quale è raccontato di come un angelo annunci alla madre del neonato Sansone, che il figlio avrebbe un giorno liberato Israele dai Filistei, e la inviti a farlo crescere illibato, ovvero il più possibile vicino a Dio (il concetto della purezza è estremamente importante nella cultura olistica Rastafari).

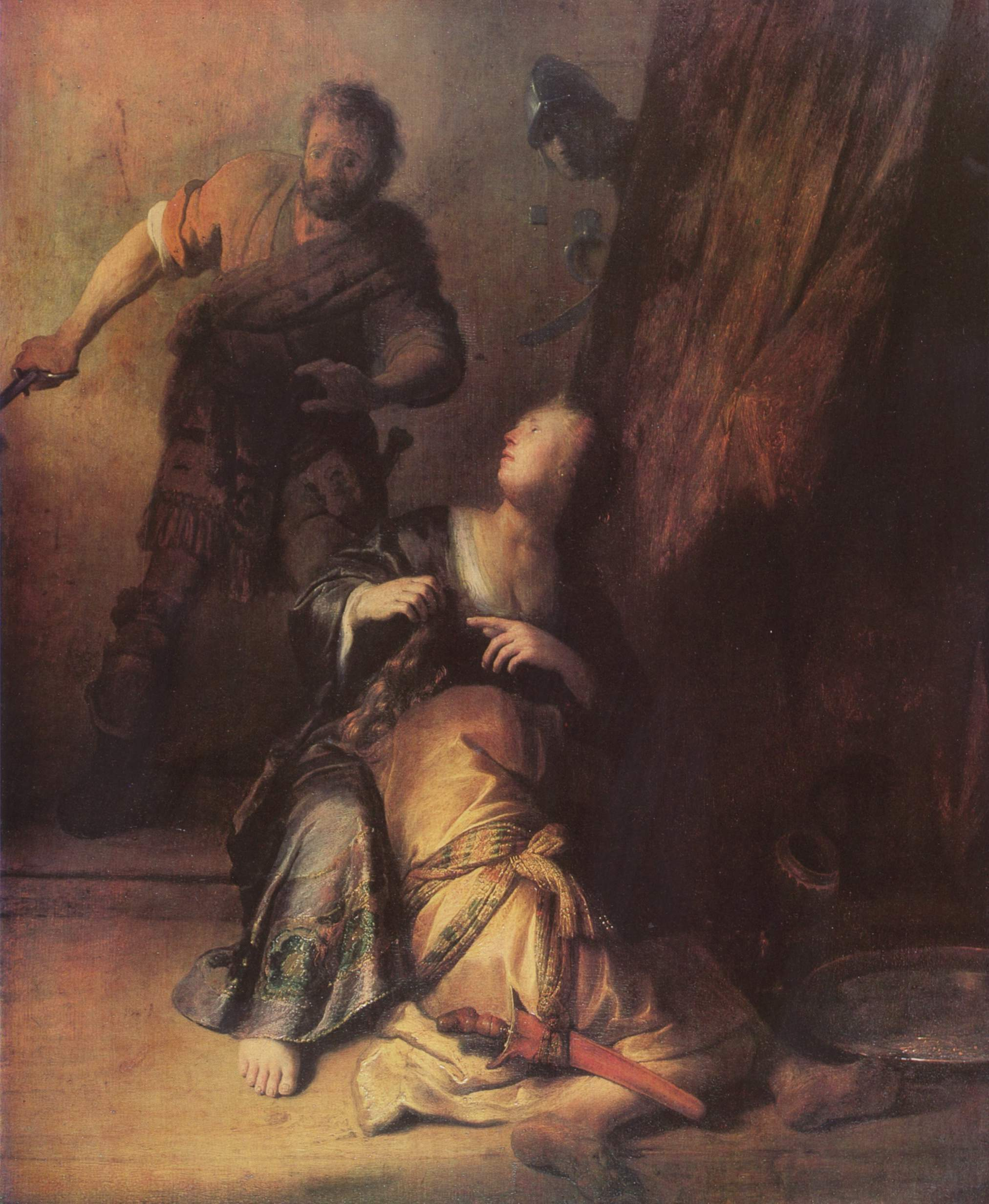
Immagine di Rembrandt raffigurante Sansone e Dalila.

Il Creatore è dunque generoso con Sansone per la sua integrità, e gli dona assieme alla limpidezza d'animo, anche una forza spropositata, ma solo fino al momento in cui egli disobbedisce al Suo comando sposando Dàlila, figlia di un avversario Filisteo. Dio, per punirlo, lo fa allora catturare proprio dai suoi stessi nemici, che lo accecano e gli tagliano i lunghi capelli intrecciati, rendendolo buffone di corte. Sansone, con le sue ultime forze fa crollare tutto il palazzo dove era prigioniero, uccidendo i suoi nemici e se stesso.
I credenti Rastafari sono comunemente conosciuti per i cosiddetti dreadlocks, delle lunghe e dure trecce che caratterizzano la chioma di alcuni fedeli (si tratta di una pratica facoltativa). I dreadlocks costituiscono la realizzazione materiale di un voto biblico, il Nazireato, descritto nella Legge Mosaica (Numeri 6) e conservatosi nella Cristianità grazie alla sola tradizione etiope. Questa pratica ascetica comporta la consacrazione del proprio capo e dunque l'astensione dalla tonsura e dalla pettinatura, generando naturalmente le celebri trecce (Giudici 16:13-19); implica inoltre una dieta vegetariana e l'astensione da tutto ciò che sia impuro (aceto di vino, uva, alcolici e tabacco).
Il libro sacro etiope intitolato Kebra Nagast racconta dettagliatamente di come l'angelo apparve alla madre di Sansone, ammonendola di non tagliargli i capelli e farlo crescere puro, illibato e nazireo.

La figura finale di Sansone rasato a zero, cieco, incatenato, è dunque un esempio di ciò che può accadere a chi disobbedisce ai comandi divini. 
Bisogna quindi conservare la propria integrità fisica e morale, e i dreadlocks sono un simbolo da custodire gelosamente.

## Sansone nella cultura popolare

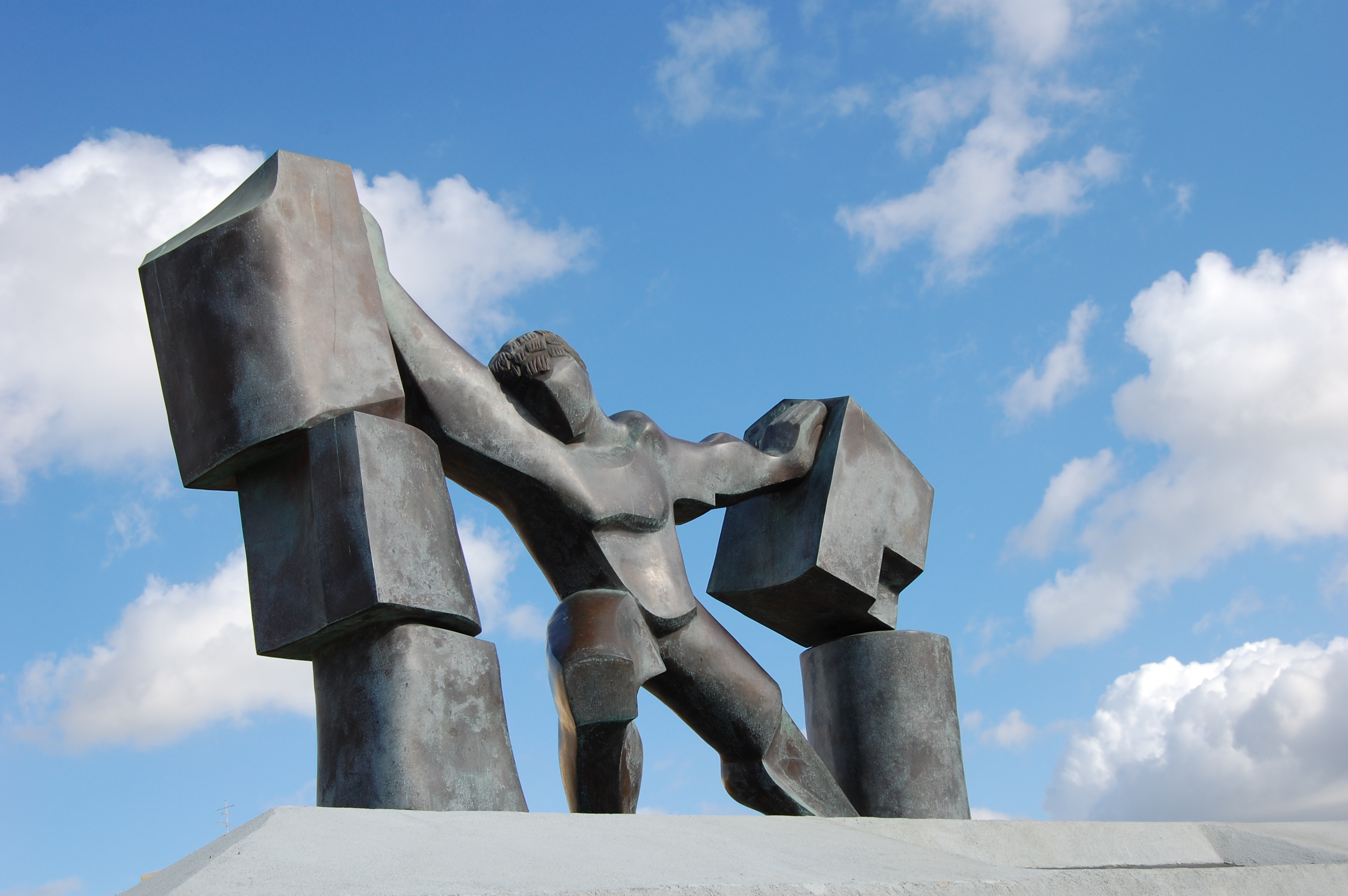
Statua di Sansone ad Ashdod.

Nel racconto dell'Antico Testamento Sansone è un particolare tipo di eroe nazionale, la cui energia e la stessa eccessività fanno passare in seconda linea i difetti (nulla si dice, ad esempio, della sua azione di governo. Si dice soltanto che «fu giudice in Israele per vent'anni»).
Il Cristianesimo ereditò dalla tradizione ebraica l'immagine di Sansone, che in area latina subì una sorta di sdoppiamento, sovrapponendosi per gli aspetti più muscolari e maschili a quella di Ercole (notare in Ercole la ricorrenza del leone e della debolezza verso il fascino femminile), diventando come l'eroe classico sinonimo per antonomasia di un uomo dotato di straordinaria forza fisica e per quelli più spirituali (la consacrazione all'Eterno, il sacrificio finale) a quella del Cristo. Per questa ragione Sansone fu utilizzato nell'iconografia paleocristiana come simbolo di Cristo e, per la vicenda del leone e del miele, dell'Eucaristia (dal Forte ovvero il Cristo è uscita la dolcezza ovvero l'Ostia consacrata). 
Per secoli la figura di Sansone rimase un archetipo della figura dell'eroe, a rappresentare l'oscillazione fra l'eccesso di testosterone (la passione per le donne, la perpetua tentazione dell'abuso della propria forza fisica) e l'effetto di annichilimento prodotto sull'eroe dal fascino femminile - annichilimento dal quale egli riesce a scuotersi soltanto a prezzo del sacrificio estremo di sé.
Nell'immaginario popolare, la morte di Sansone viene ancora proverbialmente ricordata per indicare una situazione nella quale l'unica vendetta e/o riscatto possibili comportano anche l'autodistruzione della persona offesa («Muoia Sansone con tutti i Filistei»).

## Sansone nella cultura di massa

### Cinema
Nell'epoca del cinema muto Luciano Albertini interpretò Sansone in numerose occasioni. I film sonori sono i seguenti:
- Sansone e Dalila (1949)
- Sansone (1961)
- Ercole sfida Sansone (1963)
- Sansone contro i pirati (1963)
- Sansone contro il corsaro nero (1964)
- Sansone ed il tesoro degli Incas (1964)
- Ercole, Sansone, Maciste ed Ursus gli invincibili (1964)
- Sansone e Dalila (1996)
- Samson - La vera storia di Sansone (2018)

### Musica
- Samson, oratorio di Händel
- Samson et Dalila, opera lirica di Camille Saint-Saëns
- Gouge away, brano dei Pixies

### Videogiochi
- Sansone è un personaggio giocabile in The Binding of Isaac: Rebirth